# 김영선 (신학자)
김영선(金英宣, 1954년 8월 24일~)은 대한민국의 신학자이며 대학교수이다. 아호는 민산(旻山)이다. 협성대학교에서 조직신학 교수로 봉직하고 은퇴하였다. 현재 협성대학교 명예교수와 예명대학원대학교 초빙석좌교수, 웨슬리신학연구소의 소장이다. 한국조직신학회 회장과 한국개혁신학회 회장을 역임하였다.

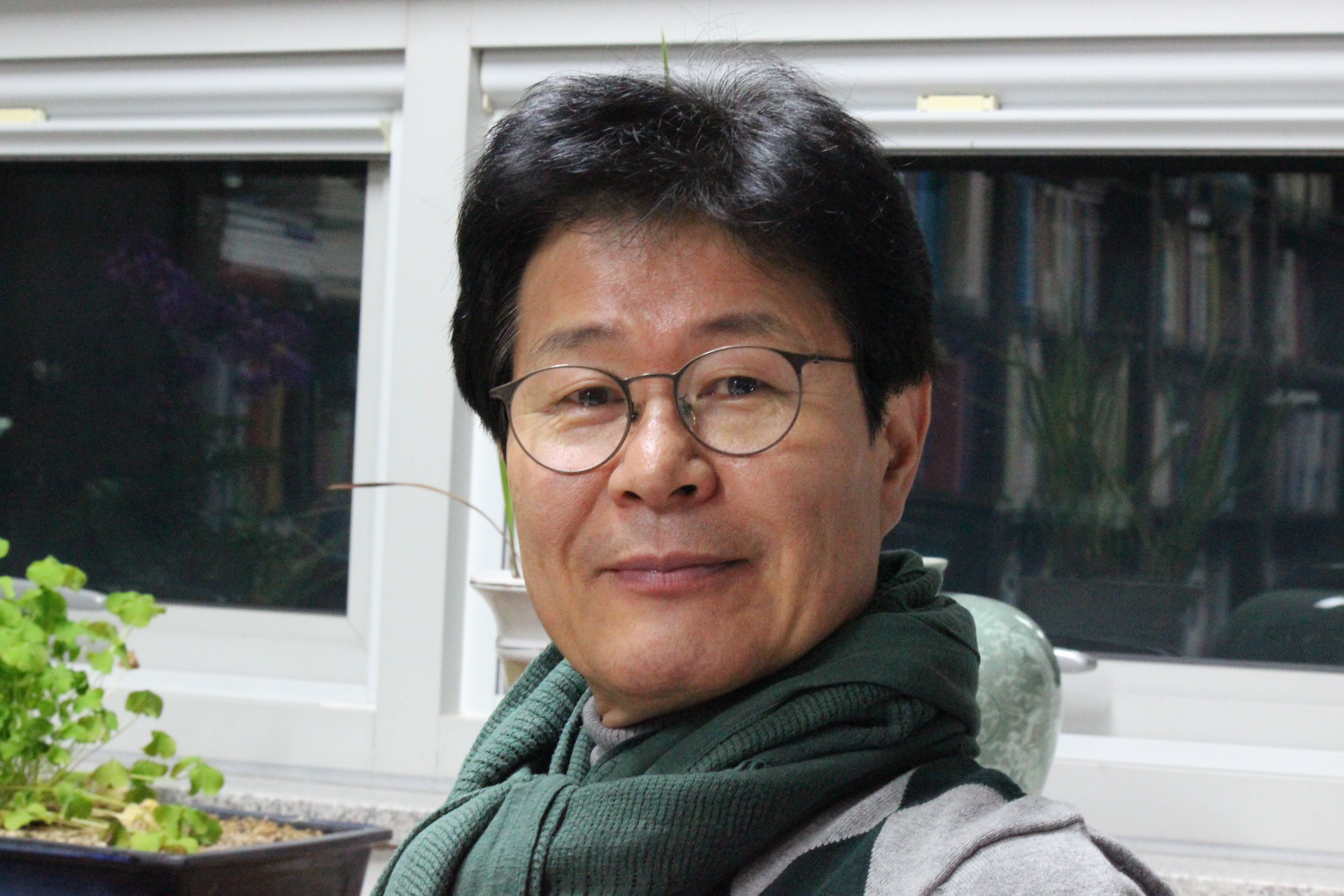
협성대학교 김영선 박사, 자신의 연구실에서 2017년 12월 20일

## 신학
독일의 조직신학자 볼프하르트 판넨베르크 연구로 영국 런던대학교에서 신학박사 학위(Ph.D)를 받았다. 볼프하르트 판넨베르크와 존 웨슬리 신학에 천착하며,생명과 죽음, 삼위일체론, 관계신학, 경건주의, 참된교회 등에 관한 책들을 출판하였다. 특히 사회적 삼위일체론에서 도출된 ‘관계개념’에 천착한 관계신학을 출판하여 이 분야의 대표 신학자라는 명성을 얻었다. 존 웨슬리의 대작 ‘존 웨슬리 저널’(Ⅰ-Ⅴ권) 번역을 기획하고 발간하여 웨슬리 연구에 크게 이바지하였다. 최근에는 예수이름신학에 관심을 갖고 ‘이름신학을 말한다’라는 책을 출판하였고 이에 관한 다수의 논문을 발표하였다.

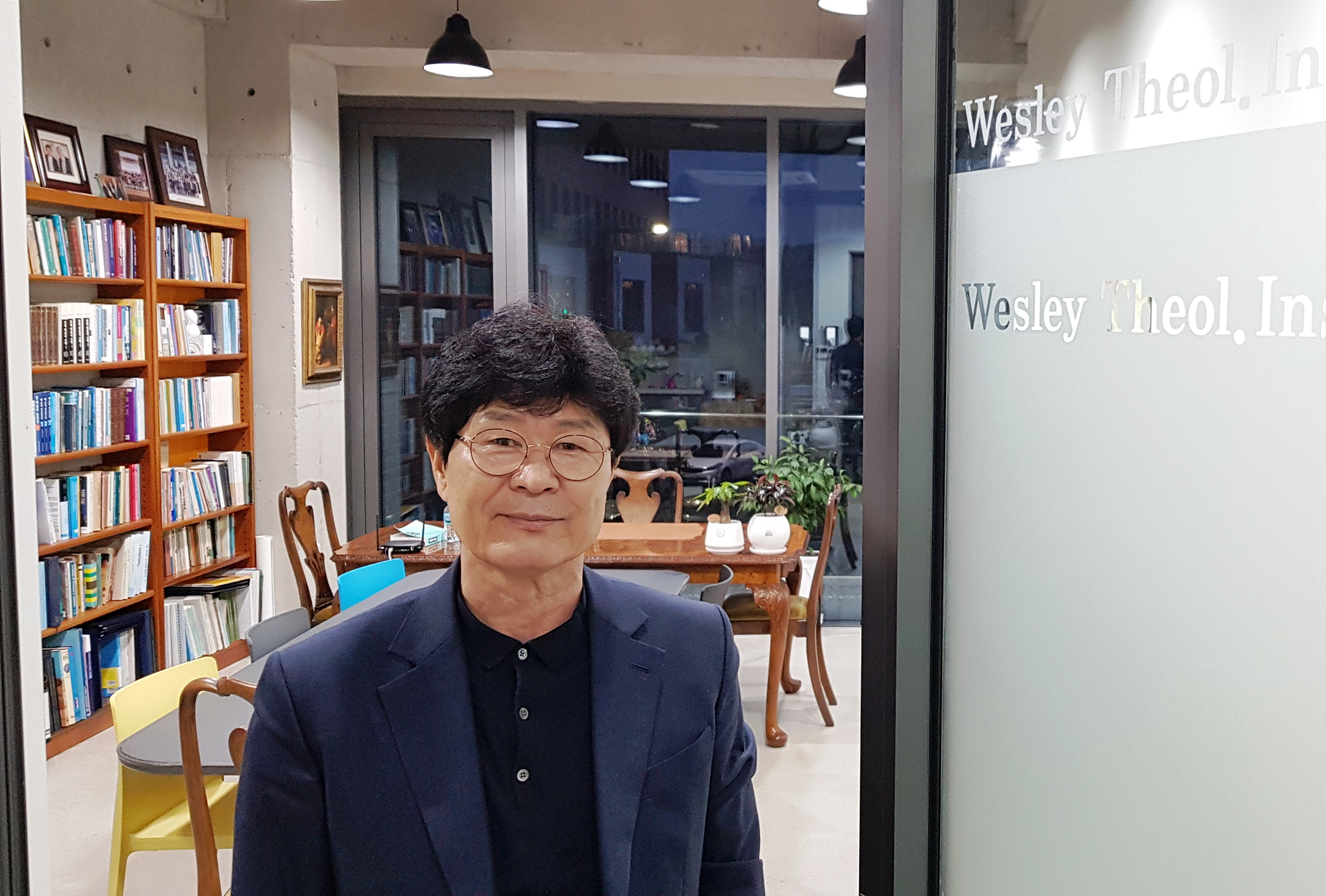
김영선 박사 웨슬리연구소 소장, 2020년 10월 30일

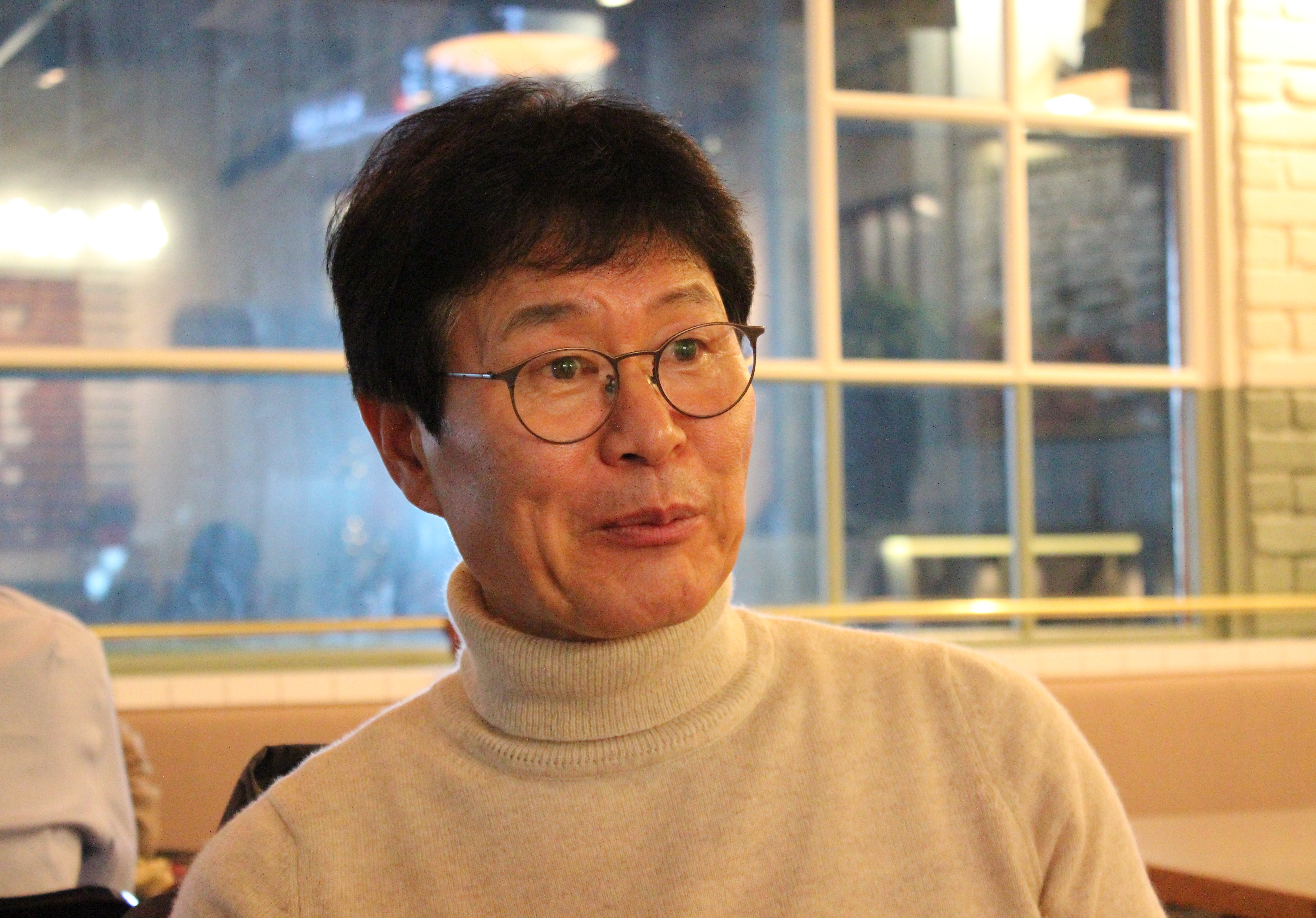
김영선 박사

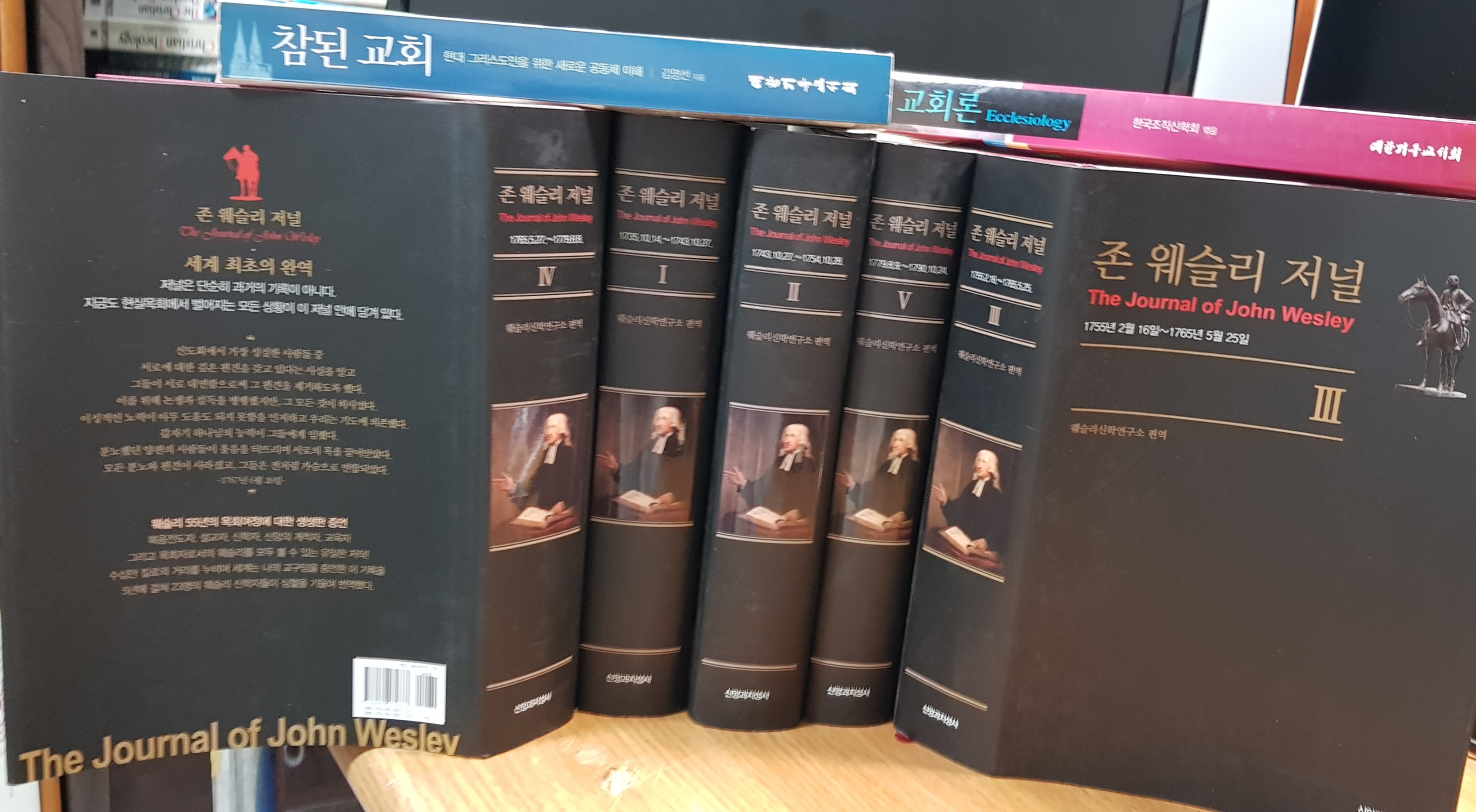
존 웨슬리 저널, 김영선 박사 책임번역

## 학력
- 목원대학교 신학과(B.Th., 1980)
- 감리교신학대학교 신학대학원(Th.M., 1983)
- 영국 King's College, University of London(M.Th., 1988).
- 영국 King's College, University of London(Ph.D., 1993).

## 학위논문
- “성령과 그 은사에 대한 이해”(목원대 신학사) 지도교수: 김득중
- “Hans Küng의 교회론 연구”(감신대 신학석사) 지도교수: 변선환
- “The Nature of ‘Knowing’ in Karl Barth's Theology”(University of London, M.Th) 지도교수: Colin E. Gunton
- “Jesus and the Triune God: A Study of the Relationship between Christology and     the Doctrine of Trinity in Wolfhart Pannenberg's Theology”(University of London, Ph.D) 지도교수: 크리스토퍼 슈뵈벨 (hristoph Schwöbel)

## 경력
- 협성대학교 신학대학 교수(1994-2019)
- 한국개혁신학회 초대 국제교류 이사(1996-2004)
- 감리교 이단대책 특별위원회 연구위원(1998)
- 협성신학연구소 소장(2005-2008, 2011)
- 기독교대한감리회 정회원 연수교육 운영위원(2006-2007)
- 영국 Wesley College Visiting Scholar(2007-2008)
- 속회연구원 연구 이사(2008-2011)
- 기독교대한감리회 목사고시 위원(2004-2017)
- 협성대학교 신학대학장(2003-2005, 2011-2013)
- 한국개혁신학회 부회장(2006-2012)
- 한국조직신학회 부회장(2007-2008)
- 한국조직신학회 회장(2008-2009)
- 웨슬리신학연구소 소장(2009-현재)
- WMC(Wesley Ministry Community) 대표(2010-현재)
- CTS 기독교 TV 자문교수단 위원 및 조직신학분과 위원장(2010-2012)
- 출산장려국민운동본부 정책위원(2010-2011)
- 한국개혁신학회 회장(2012-2014)
- 한국개혁신학회 고문(2015-현재)
- 협성대학교 대학원장 및 신학대학원장(2016-2017)
- 한국조직신학회 자문위원(2018-현재)
- 예명대학원대학교 초빙석좌교수(2022-현재)

## 저서및 공저
- 『예수와 삼위일체 하나님』. 서울: 기독교문서선교회, 1996.
- 『생명과 죽음』. 서울: 다산글방, 2002.8.
- 『존 웨슬리와 감리교신학』. 서울: 대한기독교서회 2002.
- 『사진으로 따라가는 존 웨슬리』. 서울: KMC, 2006.
- 『참된 교회』. 서울: 대한기독교서회, 2011.
- 『관계 신학』. 서울: 대한기독교서회, 2012.
- 『경건주의 이해』. 서울: 대한기독교서회, 2013.
- 『조직신학 이해』. 서울: KMC, 2014.
- 『삶을 위한 죽음 이해』. 서울: 대한기독교서회, 2018.
- 『세계종교 이야기』. 서울: 신앙과지성사, 2019.
- 『이름신학을 말한다: 이름신학 정립의 주요명제 이해』. 서울: 대한기독교서회, 2022.
- (공저) 『새천년을 향한 교회와 신학』. 서울: 기독교대한감리회 홍보출판국, 2000.
- (공저) 『새시대 새신학』. 서울: 기독교대한감리회 홍보출판국, 2001.
- (공저) 『현대신학을 이해하기 위해 꼭 알아야 할 신학자 28인』. 서울: 대한기독교서회, 2001.
- (공저) 『생명과 부활』. 서울: 기독교대한감리회 홍보출판국, 2002.
- (공저) 『현대교회와 노인목회』. 서울: KMC, 2005.
- (공저) 『교회론』. 서울: 대한기독교서회, 2009.
- (공저) 『그리스도론』. 서울: 대한기독교서회, 2011.
- (공저) 『신론』. 서울: 대한기독교서회, 2012.
- (공저) 『관계 속에 계신 삼위일체 하나님』. 서울: 아바서원, 2015.
- (공저) 『성령론』. 서울: 대한기독교서회, 2017.
- (공저) 『기독교 신학의 죽음 이해』. 서울: 신앙과지성사, 2018.
- (공저) 『종교개혁 신학의 전통과 그 영향』 서울: 나눔사, 2018.
- (공저) 『영적 거장들의 기도』 서울: 홀리 북클럽, 2021.
- (공저) 『인간론』 서울: 대한기독교서회, 2021.
- (공저) 『영적 거장들의 설교』 서울: 홀리 북클럽, 2023.
- (공저) 『죽음의 시대를 넘어 생명신학』 서울: 동연, 2023.

## 역서
- Cuthrie, Shirley C. 『기독교신학 입문』. 서울: 은성, 1998.
- Wesley, John. 『존 웨슬리 설교선집』. 서울: 열린출판사, 2005.
- (공동역서) Carter, Charles W.(eds), 『현대웨슬리 신학 1』. 서울: 대한기독교서회, 1998.
- (공동역서) Schmit, Martin. 『존 웨슬리』 상, 중, 하. 서울: 은성 1997-1999.
- (공동역서) Hodgson, Peter C. 『기독교 구성신학』. 서울: 은성, 2000.
- (공동역서) Pannenbrg, Wolfhart. 『판넨베르크의 조직신학』. 서울: 은성, 2003.
- (공동역서) Wesley, John. 『웨슬리설교전집』 Vol. Ⅰ-VII. 서울: 대한기독교서회, 2006.
- (공동역서) Boff, Leonardo. 『성삼위일체 공동체』. 서울: 크리스찬 헤럴드 2011.
- (공동역서) Johson, Elizabeth A. 『예수를 깊이 생각하라』. 서울: 대한기독교서회, 2013.
- (공동역서) Wesley, John. 『존 웨슬리 저널』 Vol. Ⅰ-Ⅴ. 서울: 신앙과지성사, 2020.

## 논문
- “판넨베르크의 삼위일체론”. 「협성논총」 4 (1994): 33-56.
- “판넨베르크의 기독론적 개념에서 본 부활의 의미”. 「기독교사상」 431 (1994): 58-77.
- “The Ontological Basis of Pannenberg's Trinitarian Theology”. 「Korea Journal of Theology」 Vol.1 (1995): 235-256.
- “The Problem of the Historical Jesus in Rudolf Bultmann's Christology”. 「협성논총」 5 (1995): 23-40.
- “칼 바르트 인식론 연구”. 「조직신학논총」 2 (1996): 81-123.
- “영성의 본질에 대한 조직신학적 고찰”. 「협성논총」 6 (1996): 51-74.
- “판넨베르크의 기독론 연구”. 「한국개혁신학」 1 (1997): 280-308.
- “웨슬리의 성령론 고찰”. 「협성신학연구소 논총」 2 (1997): 108-138
- “Gustavo Gutierrez의 영성고찰”. 「협성논총」 7 (1997): 1-28.
- “칼 바르트의 삼위일체론”. 「조직신학논총」 3 (1998): 245-273.
- “W. Pannenberg의 인간본성론 연구”. 「협성논총」 10 (1998): 29-54.
- “본 회퍼의 교회와 정치사상에 대한 고찰”. 「한국개혁신학회」 5 (1999): 233-260.
- “삶의 원형으로서의 관계성”. 「협성신학연구소 논총」 3 (1999): 91-116.
- “21세기를 대비하는 영성”. 「협성신학논단」 2 (1999): 205-233.
- “웨슬리 성화신학과 한국교회 갱신”. 「한국개혁신학회 논문집」 6 (1999): 173-211.
- “생명에 대한 신학적 담론. 「협성신학연구소 논총」 4 (2000): 82-122.
- “생명복제와 인간복제에 대한 조직신학적 고찰”. 「한국개혁신학」 7 (2000): 87-132.
- “존 웨슬리의 인간 이해”. 「협성논총」 12 (2000): 1-32.
- “존 웨슬리의 하나님 이해. 「한국개혁신학」 8 (2000): 289-313.
- “존 웨슬리의 기독론 고찰”. 「신학과 교회」 (2000): 150-185.
- “인간복제와 영혼”. 「기독교사상」 506 (2001): 116-130.
- “인간복제와 영혼에 대한 신학적 담론”. 「협성신학연구논총」 5 (2001): 50-75.
- “칼바르트의 해석학적 신학”. 「협성신학논단」 3 (2001): 151-182.
- “죽음과 그 이후의 삶”. 「협성신학연구논총」 6 (2002): 135-178.
- “영혼불멸과 부활을 통해서 본 죽음 이해”. 「한국개혁신학」 11 (2002): 200-232.
- “웨슬리 신학과 영성”. 「조직신학논총」 7 (2002): 53-74.
- “존 웨슬리의 영성”. 「협성신학논단」 4 (2002): 205-233.
- “기독교인의 정치문화에 대한 신학적 고찰”. 「한국개혁신학」 13 (2003): 225-247.
- “한국감리교회와 신학의 정체성”. 「협성신학논단」 5 (2003): 100-130.
- “생명의 개념과 본질에 대한 신학적 고찰”. 「한국기독교신학논총」 30 (2003): 237-262.
- “기독교 영성의 본질과 21세기 영성의 과제”. 「협성신학논단」 6 (2004): 72-112.
- “고령화 사회에서의 교회의 역할”. 「한국개혁신학」 16 (2004): 189-221.
- “종교다원주의와 종교 간의 대화”. 「협성신학논단」 7 (2005): 97-143.
- “존 웨슬리의 사회복지 목회”. 「한국개혁신학」 19 (2006): 81-102.
- “The Significance of Resurrection for Wolfhart Pannenberg’s Christological  Conception”. 「협성신학논단」 8 (2006): 222-244.
- “삼위일체 하나님의 본질과 속성”. 「한국기독교신학논총」 48 (2006): 161-184.
- “방언의 은사에 대한 이해”. 「한국조직신학논총」 22 (2008): 41-68.
- “은사에 대한 오해와 바람직한 은사의 사용”. 「한국기독교신학논총」 64 (2009): 165-187.
- “예언과 신유 은사에 대한 신학적 이해. 「한국조직신학논총」 25 (2009): 187-215.
- “성령 은사의 본질과 속성에 대한 관한 연구”. 「한국조직신학논총」 26 (2010): 227-255.
- “생태학적 관점에서의 죄 이해”. 「한국개혁신학」 36 (2012): 207-235.
- “독일 경건주의의 근원에 대한 고찰. 「한국개혁신학」 41 (2014): 94-118.
- “레오나르도 보프의 관계적 삼위일체론 연구”. 「한국개혁신학」 46 (2015): 105-129.
- “영혼불멸사상과 부활신앙의 대립과 융합에 대한 소고”. 「장신논단」 51-1 (2019): 177-201.

## 학술활동(발표)
- (2025.6.) “예수 이름의 인식론: 칼 바르트의 신인식론의 유비(analogy)를 통하여”, 제22회 예명콜로키움, 논찬: 최윤배 교수(장로회신학대학교), (2025.6.16.-17.(월-화), 홍천 소노빌리지 웰컴센터 크리스탈볼룸), 자료집: 127-154.
- (2024.12.) “요한과 모세의 예수(하나님) 이름 언술에 대한 신학적 고찰”, 제21회 예명콜로키움, 논찬: 임진수 교수(감리교신학대학교), (2024.12.16.(월), 예명대학원대학교 레마홀), 자료집: 181-209.
- (2024.6.) “예수이름(하나님 이름)에 대한 칼 바르트의 언술 고찰 -칼 바르트의 ‘교회교의학’을 중심으로-”, 제20회 예명콜로키움, 논찬: 이상직 교수(호서대학교), (2024.6.17.(월), 예명대학원대학교 세미나실.6F.), 자료집: 39-76.
- (2024.6.) “웨슬리 저널에 나타난 성령의 역사”, 제145회 정회원 연수교육, (2024.6.24.-26.(월-수), 일영 연수원), 자료집: 39-54.
- (2023.6.) “존 웨슬리의 이름신학- 웨슬리의 삼위일체 하나님 이해의 실존적 단초로서 이름개념고찰-”, 제18회 예명콜로키움, 논찬: 최태영교수(영남신학대), (2023.6.12.(월), 예명대학원대학교 세미나실. 6F.), 자료집: 50-80.
- (2023.5.) “자유민주주의 대한민국의 미래와 기독교”, 제26회 샬롬나비 학술대회, 논평: 유종필박사(동산교회 담임목사), (2023. 5.26.(금), 횃불회관 화평홀) 자료집: 92-115.
- (2023.5.) “기후정의, 생태신학”, 기독교학술원 제42회 영성학술포럼, (2023.5.12.(금), 양재온누리교회 화평홀), 자료집 「탄소중립, 생태정의, 녹색교회」: 20-42.
- (2023.4) “기후재앙과 생명신학: 기후 위기 시대의 생명신학의 역할”. 제18회 한국조직신학자 전국대회 주제강연 (2024.4.22.(토), 연세대학교 루스채플), 자료집「생명과 신학」: 1-14.
- (2022.11.) “이승만의 건국 이념과 자유 정신: 자유를 향한 삶의 여정,” 기독교학술원 제38회 영성학술포럼, 논평: 이은선 교수(안양대), (2022.11.18.(금), 양재 온누리교회 화평홀), 자료집 「대한민국의 자유 이념과 기독교」: 20-39.
- (2022.) “기후위기 시대의 생태신학과 윤리,” 「리더십저널」 Vol 8 (2022) (연합감리교회 제자사역부): 60-73.
- (2022.9.) “웨슬리 저널에 나타난 신학과 목회”, 제134회 정회원 연수교육, (2022.9.5-7. (월-수), 감리교 제1연수원), 자료집: 9-23.
- (2022.9.) “Charles & John Wesley Brothers Concert -웨슬리 저널에 나타난 찬송사역 소고-”, 제134회 정회원 연수교육, (2022.9.5.-7.(월-수), 감리교 제1연수원), 자료집: 101-115.
- (2022.4.) “이름신학을 말한다: 이름신학 정립의 주요 명제”, 제16회 예명콜로키움, 논찬: 황현숙 교수(협성대학교), (2022.4.25.(월), 예명대학원대학교 세미나실.6F.), 자료집: 1-30.
- (2020.12.) “웨슬리 저널에 나타난 리더십과 팔로우십,” 제9차 웨슬리언교회협의회 송년수련회 신학세미나, (2020.12.7.(금), 유성 계룡스파텔 을지홀)
- (2020.11.) “웨슬리 저널에 나타난 영성”, 제121회 정회원 연수교육, (2020.11.23.-25.(월-수), 감리교 제1연수원), 자료집 「웨슬리의 실천적 Divinity와 목회」: 53-67.
- (2020.11.) “경건주의 이해(아른트로부터 웨슬리까지)”, 2020 기독교대한감리회 삼남연회 준회원 과정고시 & 영성훈련 (2020.11.3-5.(화-목), 경주 켄싱턴리조트), 자료집: 4-33, 78-90.
- (2019.4.) “부의 속성과 그리스도인의 경제 윤리”, 제14회 한국조직신학자전국대회, 은혜교회(2019.4.27.), 자료집: 202-215.
- (2018.12.) “한국교회의 위기 진단과 웨슬리의 신학적 처방”, 웨슬리언교회협의회 송년수련회 강연, 유성계룡대 호텔(2018.12.17.).
- (2018.10.) “영혼불멸사상과 부활신앙의 대립과 융합에 대한 소고”, 한국기독교학회 제47차 정기학술대회, 소망수양관(2018.10.13.), 제1권 자료집: 225-244.
- (2017.11.)  “죽음, 더 늦기 전에 해야 할 준비”, 「기독교사상」 707 (2017): 32-41.
- (2017.10.) 웨슬리의 죽음 이해에 대한 고찰”, 종교개혁500주년기념공동학술대회, 소망수양관(2017.10.21.), 자료집: 427-439.
- (2016.5.) “조지 휫필드의 성령의 지속성 연구”, 제25회 기독교학술원 영성포럼, 한국기독교백주년 기념관 1층(2016.5.6.), 자료집: 35-40.
- (2015.12.) “웨슬리와 목회실제”, 남부연회 목회연구위원회 강연, 대전중앙교회(2015.12. 17.).
- (2015.11.)  “웨슬리 저널에 나타난 성령의 역사”, 제12차 웨슬리신학연구소 컨퍼런스, 협성대 이공관 국제회의실(2015.11.5.), 자료집: 6-19.
- (2015.10.) “웨슬리의 부흥운동과 성령의 역사”, 제32차 십자가와 성령컨퍼런스, 포도나무교회(2015.10.20.).
- (2015.5.) “18세기 웨슬리의 교회개혁과 성령론”, 제23회 기독교학술원 영성포럼, 한국교회백주년기념관 1층(2015.5.1.), 자료집: 21-27.
- (2014.9.) “웨슬리의 성만찬에 대한 소고”, 서울신학대학교 웨슬리신학연구소 창립감사예배 기념강연, 백주년기념관 채플(2014.9.30.), 자료집:7-19.
- (2014.5.) “거룩한 독서”, 감리교 수련 목회자 영성 수련회, 광림세미나하우스(2014.2.5).
- (2013.1.) “속회란 무엇인가?”, 서울성북지방 삼선교회 속장세미나(2013.1.20).
- (2012.11.) “경건주의의 근원과 본질에 대한 고찰”, 제6회 웨슬리국제학술대회, 협성대(2012.11.1.), 자료집: 63-74.
- (2012.4.) “웨슬리와 오늘의 목회자”, 동부연회 웨슬리 신학강좌, 동부연회본부(2012.4.30.).
- (2012.2.) “이단과 목회”, 웨슬리목회커뮤니티 제3차 컨퍼런스, 충남상록리조트 호텔(2012.2.27.-28.).
- (2011.12.) “현대 그리스도인의 영성 생활”. 안산지방 영성 세미나(2011.12.4.).
- (2001.11.) “웨슬리의 성화신학과 한국교회 갱신”, 2001년 목원대 신학과 추계학술 세미나, 신학관 구채플(2001.11.6.).
- (2011.5.) “웨슬리안 공동체의 정체성에 대한 담론”, 웨슬리신학연구소 제3차 컨퍼런스, 용인 에코그린 타운(2011.5.23.).
- (2011.4.) “존 웨슬리의 영성과 윤리”, 대전신학대학교, 교회와 사회 연구원, 제9회 전문가 초청 특별강좌(2011.4.28.).
- (2010.5.) “웨슬리의 영성과 감리교회의 성장”, 기독교대한감리회 남부연회 목회연구위원회 세미나, 대전중앙교회(2010.5.31.).
- (2010.4.) “웨슬리의 감리교 부흥운동을 통한 교회성장”, 서울연회 감리교부흥단 신학 포럼, 한마음교회(2010.4.27.).
- (2009.11.) “삼위일체와 목회”, 2009년 삼남연회 준회원 영성훈련 및 특별교육, 경주 켄싱톤 리조트(2009.11.3-5.), 자료집: 12-25.
- (2007.5.) “삼위일체 진리에 의한 목회적 자각”, 나사렛대학교 신학대학원 목회세미나 (2007. 5.16.).
- (2004.8.) “웨슬리와 목회”, 제1회 중앙연회 목회자부부 초청세미나, 현대성우리조트(2004.8.31.).
- (2004.5.) “삼위일체 진리에 의한 목회적 자각”, 목원대 50주년 기념 학술대회 특별강연, 목원대 채플(2004.5.3.).
- (2004.1.) “웨슬리의 사회복지 목회”, 기독교대한감리회 교육훈련원 복지목회세미나, 일영 감리교연수원(2004.6.1.).
- (2003.11.) “생명과 목회”, 용인서지방 교육부 목회세미나, 양평밸리 세미나하우스(2003.11.4.).
- (2003.11.) “생명, 삼위일체, 목회”, 공주서지방 교역자 세미나, 신관교회(2003.11.7).
- (2002.6.) “인간복제와 영혼에 대한 신학적 담론”, 「영락교회 대학부 열린교실」 대학부 헌신자 학교 주최(2002.6.8.).
- (2001.5.) “삼위일체 하나님과 목회”, 목원대학교 신학대학 중부연회 동문회 초청 강연, 강화도 화이트 하우스(2001.5.8.).
- (1995.11.) “교회란? 그 성서적 고찰”, 안산 부암교회 신학 세미나(1995.11.19.).

## 같이 보기
- 대한민국의 신학자 목록
- 웨슬리신학연구소
- 사회적 삼위일체론
- 한국개혁신학회
- 한국조직신학회
- 판넨베르크
- 웨슬리